# Lecanodiaspis dorsospinosa
Lecanodiaspis dorsospinosa är en insektsart som beskrevs av Hodgson 1973. Lecanodiaspis dorsospinosa ingår i släktet Lecanodiaspis och familjen Lecanodiaspididae. Inga underarter finns listade i Catalogue of Life.